# Heliconia nickeriensis
Heliconia nickeriensis är en enhjärtbladig växtart som beskrevs av Paulus Johannes Maria Maas och De Rooij. Heliconia nickeriensis ingår i släktet Heliconia och familjen Heliconiaceae. Inga underarter finns listade.